# Slick Shoes
Gli Slick Shoes sono una band pop punk - christian punk che ha avuto origine dal sud della California. Il gruppo, formatosi nel 1994 dallo scioglimento dei Today's Special, ha pubblicato come primo album un EP omonimo nel 1997. Hanno pubblicato 5 album studio ed una compilation, di cui 4 di loro con la casa discografica Tooth and Nail Records. Lo stile degli Slick Shoes può essere descritto come veloce e melodico, occasionalmente anche hardcore punk/melodic hardcore.
I membri fondatori della band furono gli attuali cantante Ryan Kepke e il batterista Joe Nixon, che hanno suonato in tutti gli album distribuiti dal gruppo, mentre Jeremiah Brown (bassista) ha contribuito solo nel loro ultimo album Far from Nowhere. Questo è stata la loro prima versione senza la Tooth and Nail Records, che hanno lasciato, non per ragioni religiose, ma soltanto perché il loro contratto era scaduto e la band aveva bisogno di un cambiamento. Far From Nowhere venne pubblicato con la SideOneDummy Records nell'estate del 2003.
La band ha anche partecipato al Vans Warped Tour del 2003 e dopo un periodo di stallo e di inattività nel 2003 e 2004, nel 2008 ha annunciato di essersi riunita.

## Formazione
- Ryan Kepke - voce
- Jackson Mould - chitarra
- Jordan Mould - chitarra
- Jermiah Brown - basso
- Joe Nixon - batteria

## Discografia

### Album studio
- 1997 - Rusty
- 1998 - Burn Out
- 2000 - Wake Up Screaming
- 2002 - Slick Shoes LP
- 2003 - Far from Nowhere
- 2019 - Broadcasting Live
- 2020 - Rotation & Frequency

### Raccolte
- 2003 - The Biggest and the Best

### EP
- 1997 - Slick Shoes EP
- 2000 - Slick Shoes/Cooter Split)

### Apparizioni in compilation
- 2002 - Warped Tour 2002 Tour Compilation
- 2003 - Warped Tour 2003 Tour Compilation